# Domproosteneng

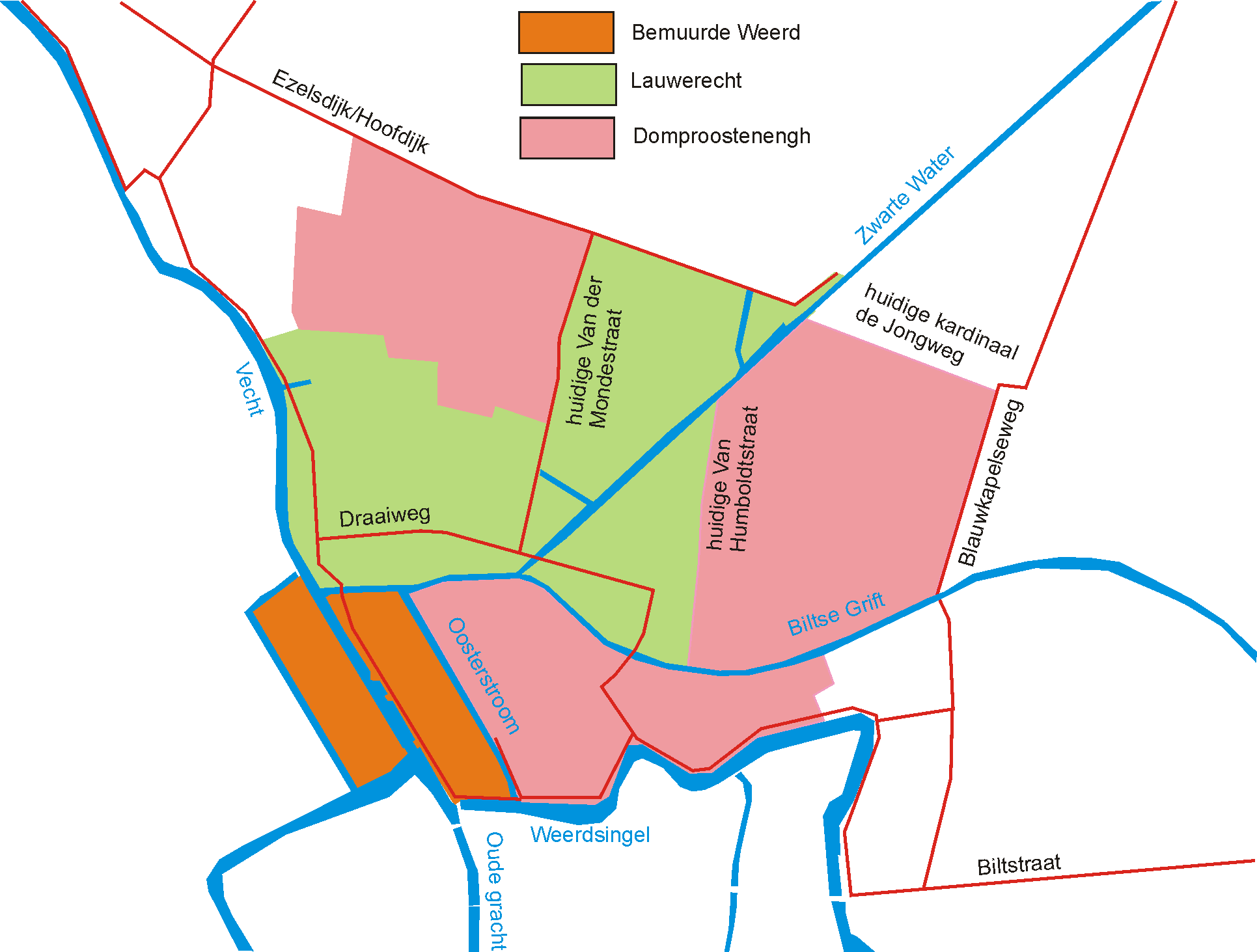
Kaart van de gerechten:
Domproosteneng
Lauwerecht
Bemuurde Weerd

De Domproosteneng was een gerecht binnen de stadsvrijheid van Utrecht.
Zoals de naam al aangeeft was dit gerecht een bezitting van de Domproosdij. Het bestond uit twee delen, van elkaar gescheiden door de Lauwerecht. Het was een zeer oude bezitting van de Domproosdij, die als basis diende voor de ontginning van het latere Maartensdijk. Het gerecht Maartensdijk was dus ook een bezitting van de Domproosdij.
Bij de vorming van de gemeente Lauwerecht op 1 januari 1818 werd de Domproosteneng bij deze gemeente gevoegd. Per 1 augustus 1823 werd de gemeente Lauwerecht en dus ook de Domproosteneng bij de gemeente Utrecht gevoegd.